# Sebastian Vrancx

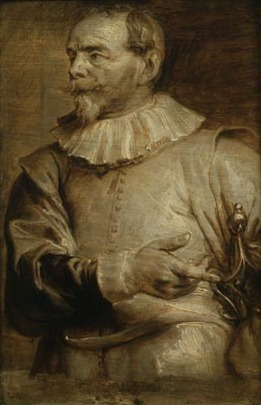
Sebastiaan Vrancx, Porträt von Anthonis van Dyck

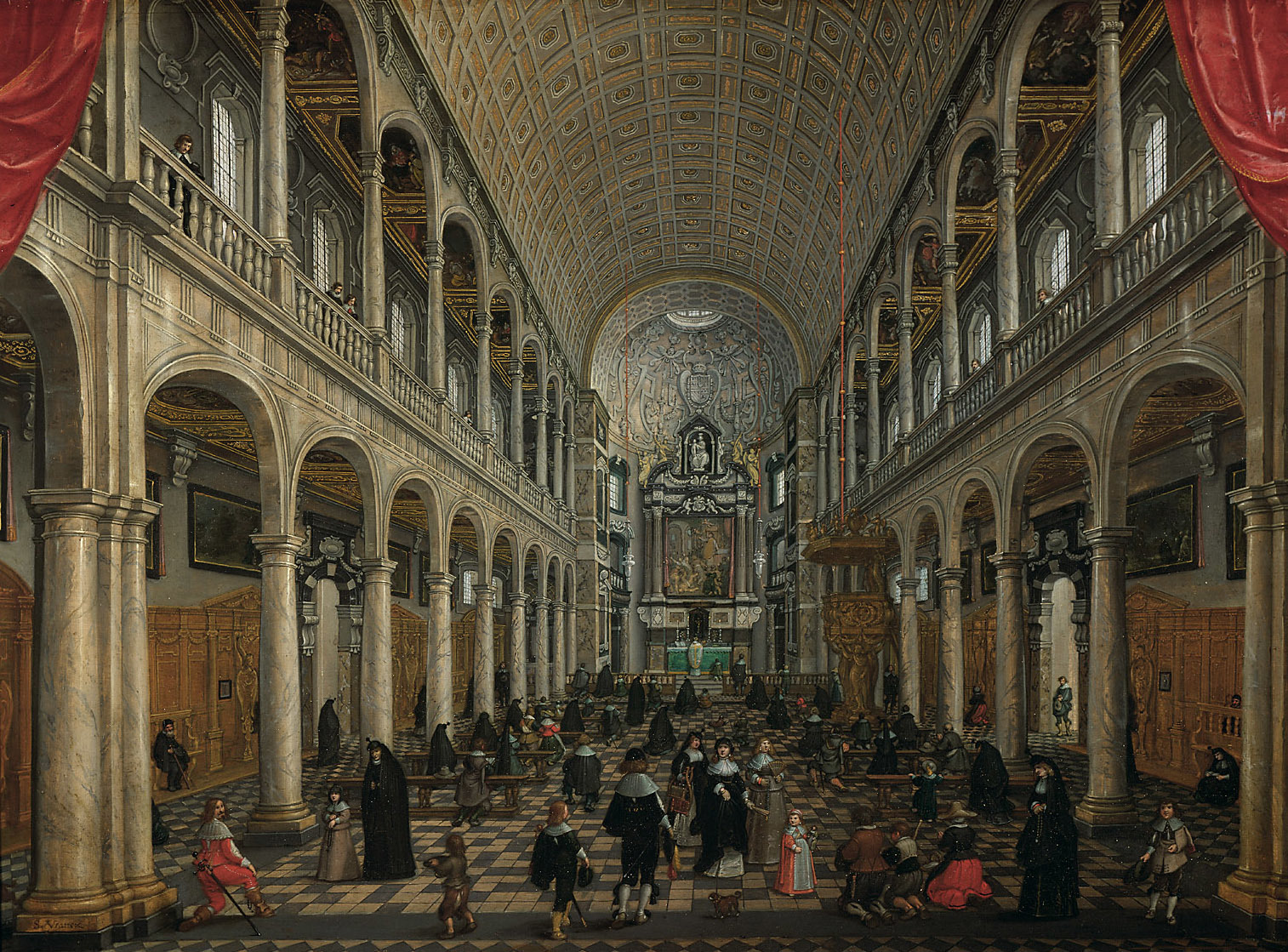
Innenansicht der Jesuitenkirche zu Antwerpen, um 1630, Kunsthistorisches Museum Wien

Sebastian Vrancx (getauft am 22. Januar 1573 in Antwerpen; † 19. Mai 1647 ebenda; auch Franks oder Franck) war ein flämischer Schlachten- und Genremaler.

## Leben und Werk

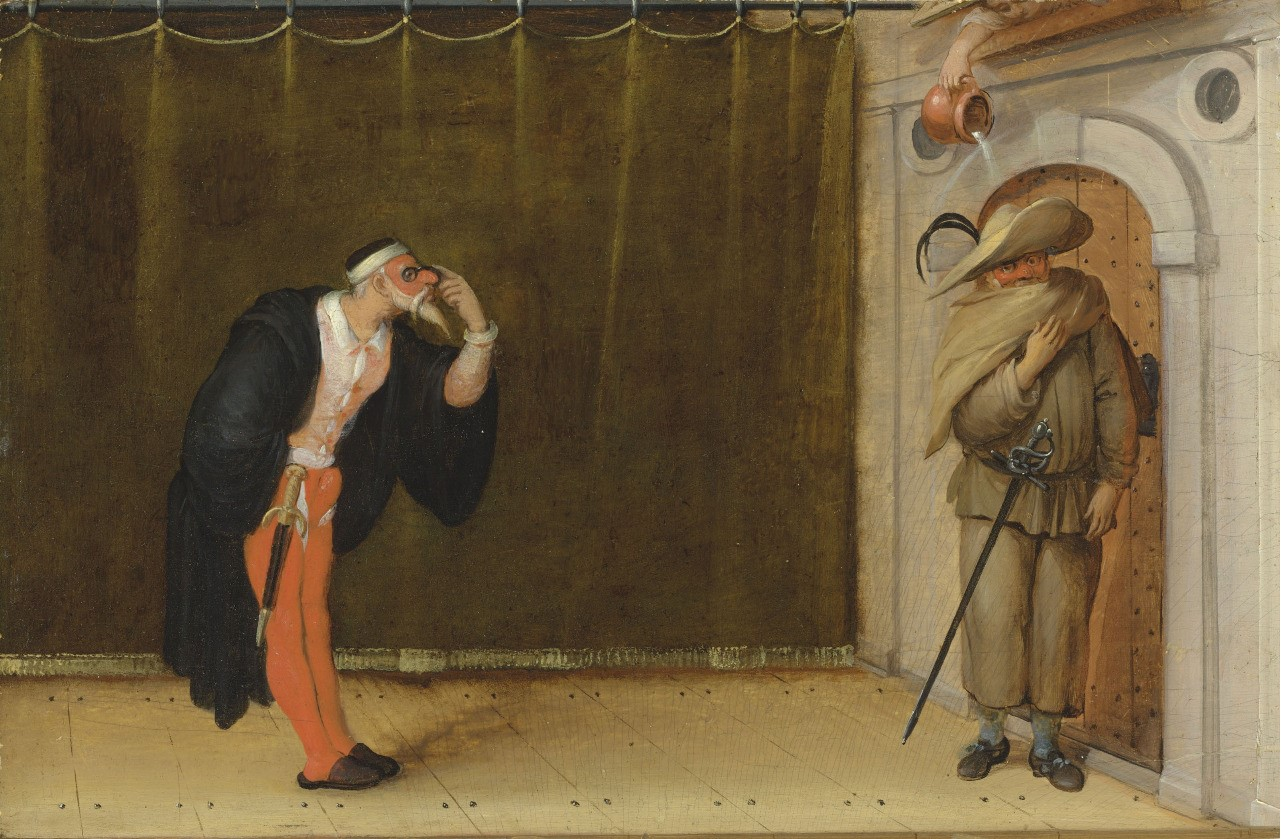
Commedia dell'arte: Pantalone und ein Zanni

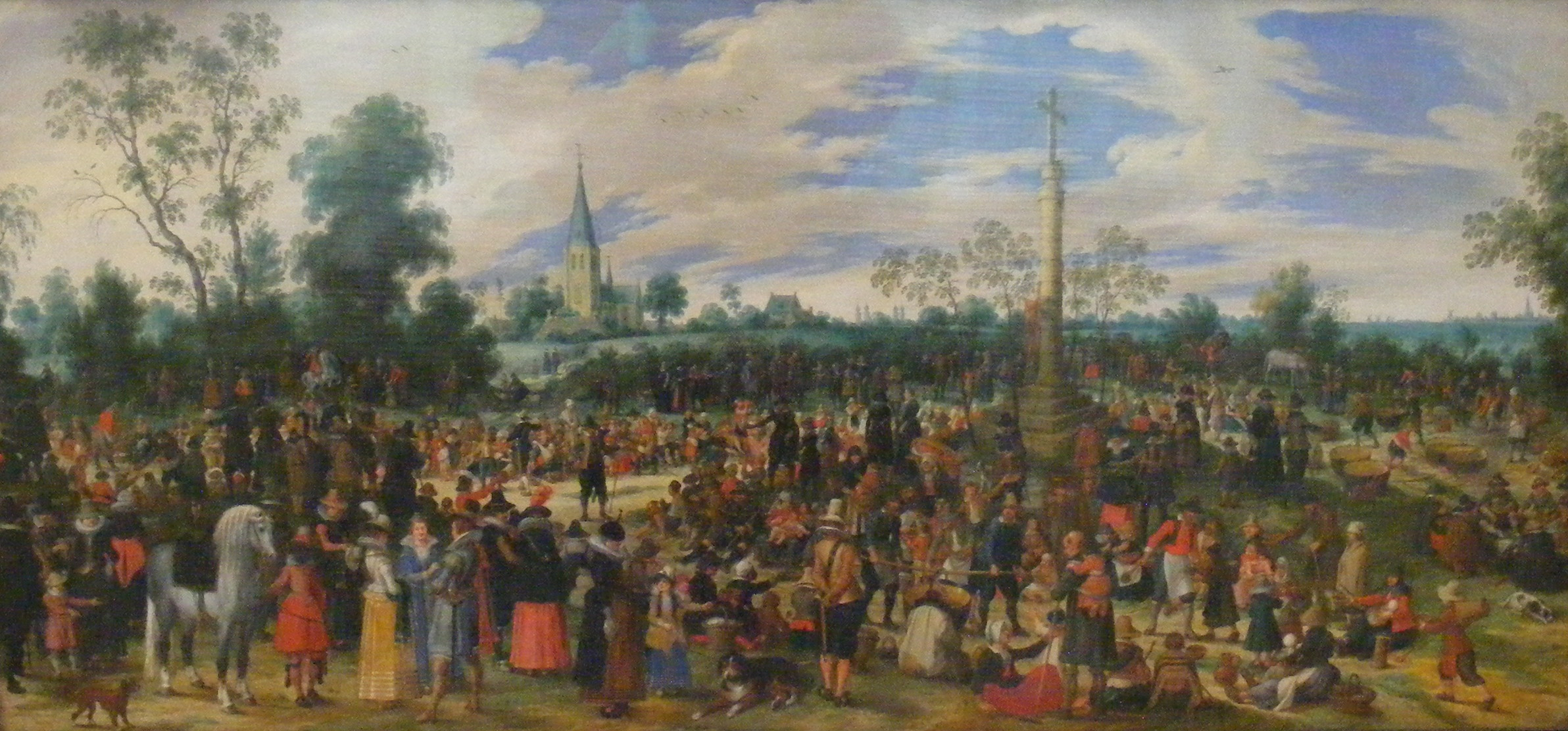
Wallfahrer bei einer Stadt, Alte Pinakothek München

Das genaue Geburtsdatum des Künstlers ist unbekannt, getauft wurde er am 22. Januar 1573 in der Jakobskirche zu Antwerpen. Laut Karel van Manders Schilder-Boeck war er Schüler des Adam van Noort. Die für flämische Maler seiner Zeit obligate Italienreise zur Vertiefung ihrer Ausbildung fand 1597 statt. Die Eindrücke dieser Reise schlugen sich später in der Darstellung antiker Ruinen und römischer Bauwerke nieder. Der Künstler wurde 1600/01 Meister (Meisterssohn) der Antwerpener Lukasgilde und 1611 Mitdekan, 1612 Oberdekan. 1612 heiratete er Maria Pamphi. Vrancx war ab 1607 Mitglied in der Dichterzunft der „Violieren“, wo er eine maßgebliche Rolle spielte. 1610 wurde er in die Bruderschaft der Romanisten aufgenommen, von 1621 bis 1631 war er Kapitän der Antwerpener Bürgerwehr.

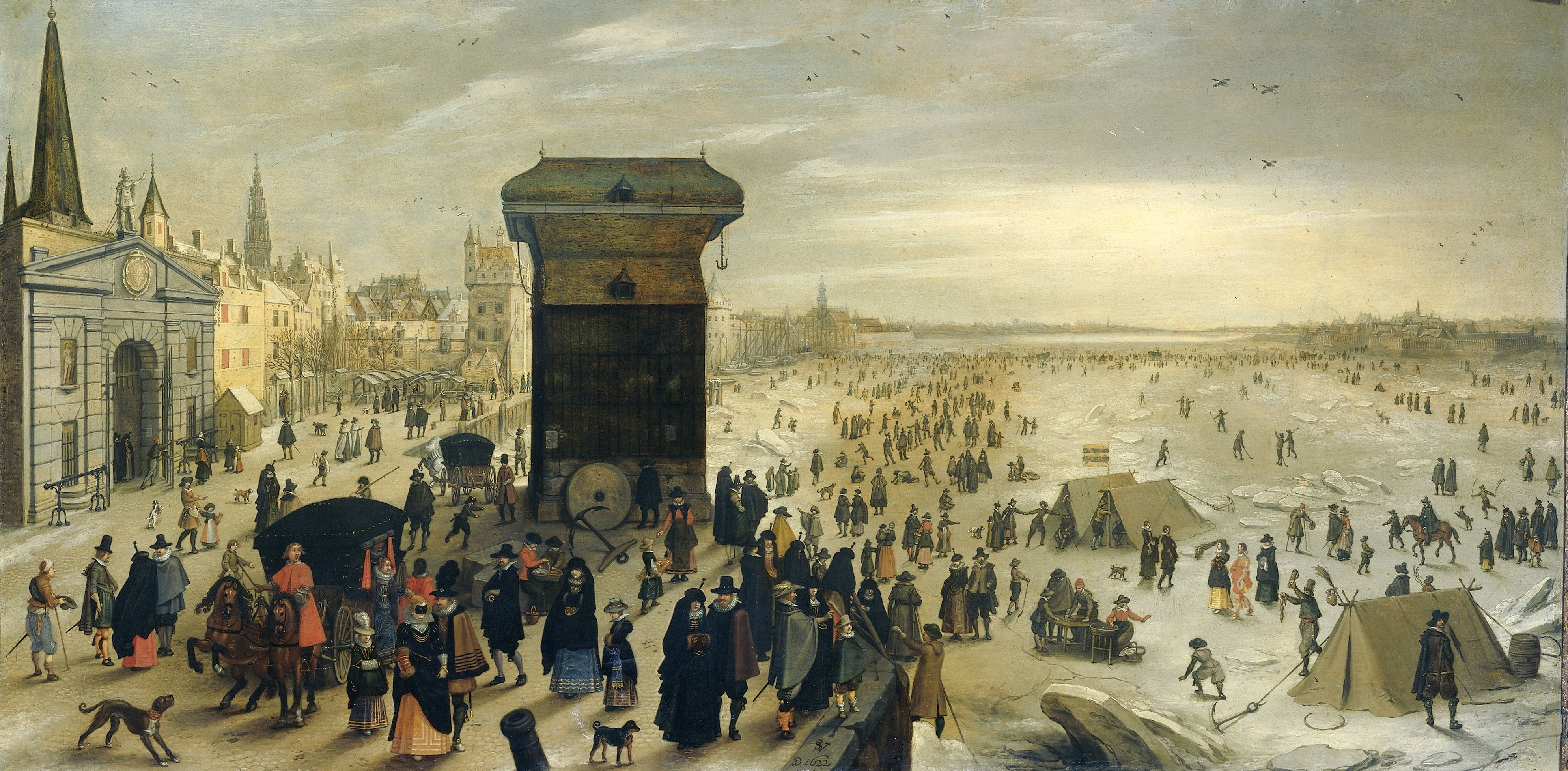
Der Kranenhoofd an der Schelde in Antwerpen, 1622, Rijksmuseum, Amsterdam.

Vrancx malte oft kleinfigürliche Gesellschaftsstücke in Parklandschaften, Volksszenen im Freien, Jahrmärkte und Ähnliches. Oft sind diese Darstellungen Teil biblischer Geschichten oder religiöser Allegorien. Auch reine Landschaftsdarstellungen, besonders mit römischen Ruinen, sind überliefert. Gelegentlich malte Vrancx auch Innenansichten von Kirchen. Manche seiner Darstellungen wurden von zeitgenössischen Stechern wie Cornelius Galle der Ältere, Wenzel Hollar, Pieter de Jode der Ältere, Jakob Matham, Matthäus Merian, Michiel Snyders, Philippe Thomassin u. a. vervielfältigt.
Vrancx war mit den zeitgenössischen Künstlern Jan Brueghel dem Älteren, Hendrik van Balen dem Älteren und Frans II Francken befreundet. Er war ein hochproduktiver Künstler, in den bekannten Museen und Galerien Europas sind zahlreiche Werke von seiner Hand vorhanden. Sebastian Vrancx starb in einem für seine Zeit recht hohen Alter von 74 Jahren in seiner Heimatstadt Antwerpen.

## Begründer des flämischen Militärgenres

Soldaten plündern einen Bauernhof, 1620, Deutsches Historisches Museum

Besonders bekannt wurde Vrancx durch seine Schlachtendarstellungen, überhaupt gilt er als der Erfinder der Schlachtenmalerei in den Niederlanden und als Begründer des flämischen Militärgenres. Seine Spezialität war die Darstellung des Reiterkampfes, des Überfalls auf einen Konvoi oder die Plünderung eines Dorfes. Von Flandern ausgehend, verbreiteten sich diese Themen nicht nur in den südlichen Niederlanden, sondern auch in Holland, Italien und Deutschland, und so wurden die Themen des Militärlebens von den Meistern dieses Genres immer wieder in unzähligen Variationen aufgenommen. Bei Vrancx finden sich nie geschlossene, kompakte militärische Formationen, charakteristisch für seinen Stil ist viel mehr die gleichmäßige Verteilung von gleich großen Figuren über die Bildfläche.
Die Personen in den Bildern Vrancxs folgen dem flämischen Figurenideal der etwas untersetzten Körper, die Gesichter sind wenig individualisiert und drücken vor allem die Brutalität und Angst der Kämpfer aus. Besonderes Augenmerk richtete Vrancx auf die Gestaltung des Kostüms und der Bewaffnung seiner Figuren, die ganz der zeitgenössischen Kampftechnik folgen. Vrancx bietet dem Beschauer keine großen Bewegungen im Bild, sondern löst das Bild in anekdotische Einzelszenen auf, die in ihrer Gesamtheit das Ereignis darstellen. Um das in diese Unzahl von Einzelszenen aufgegliederte Gemälde nicht zerfallen zu lassen, wird das Bild meist zu beiden Seiten – gleichsam innerbildlich – von Baumgruppen gerahmt. Sebastian Vrancx arbeitete mit Jan Brueghel dem Älteren zusammen, wobei bei dieser Zusammenarbeit Brueghel für die Landschaft, Sebastiaen Vrancx für die Figuren verantwortlich war. Vrancxs Stil wurde durch seinen Schüler Pieter Snayers übernommen und weiterentwickelt. Snayers war nicht nur einer der Hauptmeister des so genannten analytisch-topographischen Schlachtenbildes, er folgte seinem Lehrer Sebastiaen Vrancx auch im Militärgenre.

## Familie
Vrancx, auch Sebastian Francken oder Francks, war der älteste Sohn des Francis Francks [Frans Francken] (1544–1616), genannt „der Alte Francks“ oder „Francks der Ältere“, der ein Lehrer des Gortzius Geldorp (1553–1618) und ein Schüler von Frans Floris war. Er hatte einen Sohn Johann Baptist Francks (um 1600–1653), der sein Schüler war und zunächst im Stil des Vaters malte, sich später jedoch an Peter Paul Rubens und Anthonis van Dyck orientierte. Der Maler Frans Francken der Jüngere (1580–1642) war sein jüngerer Bruder.
Die Maler Hieronymus (Jerome, Jeremias) Francken (um 1540–1611) und Ambrosius (Ambrose) Francken (1544–1618) waren seine Onkel und Nicolaas Francken (um 1520–1596) sein Großvater.

## Werke (Auszug)
- Die Belagerung von Ostende, 1618, monogrammiert „SV“, Öl auf Leinwand, 58 × 101 cm, Privatbesitz[8]
- Der Kranenhoofd an der Schelde in Antwerpen, 1622, Rijksmuseum Amsterdam[9]
- Wallfahrer bei einer Stadt, Alte Pinakothek, München
- Die Hochzeit zu Kana, Gemäldegalerie Alte Meister, Dresden
- Innenansicht der Jesuitenkirche zu Antwerpen, um 1630, Kunsthistorisches Museum, Wien
- Soldaten plündern einen Bauernhof, 1620 Deutsches Historisches Museum, Berlin
- Flämische Kirmes, Gemäldegalerie, Berlin